# Neoprimitivismo

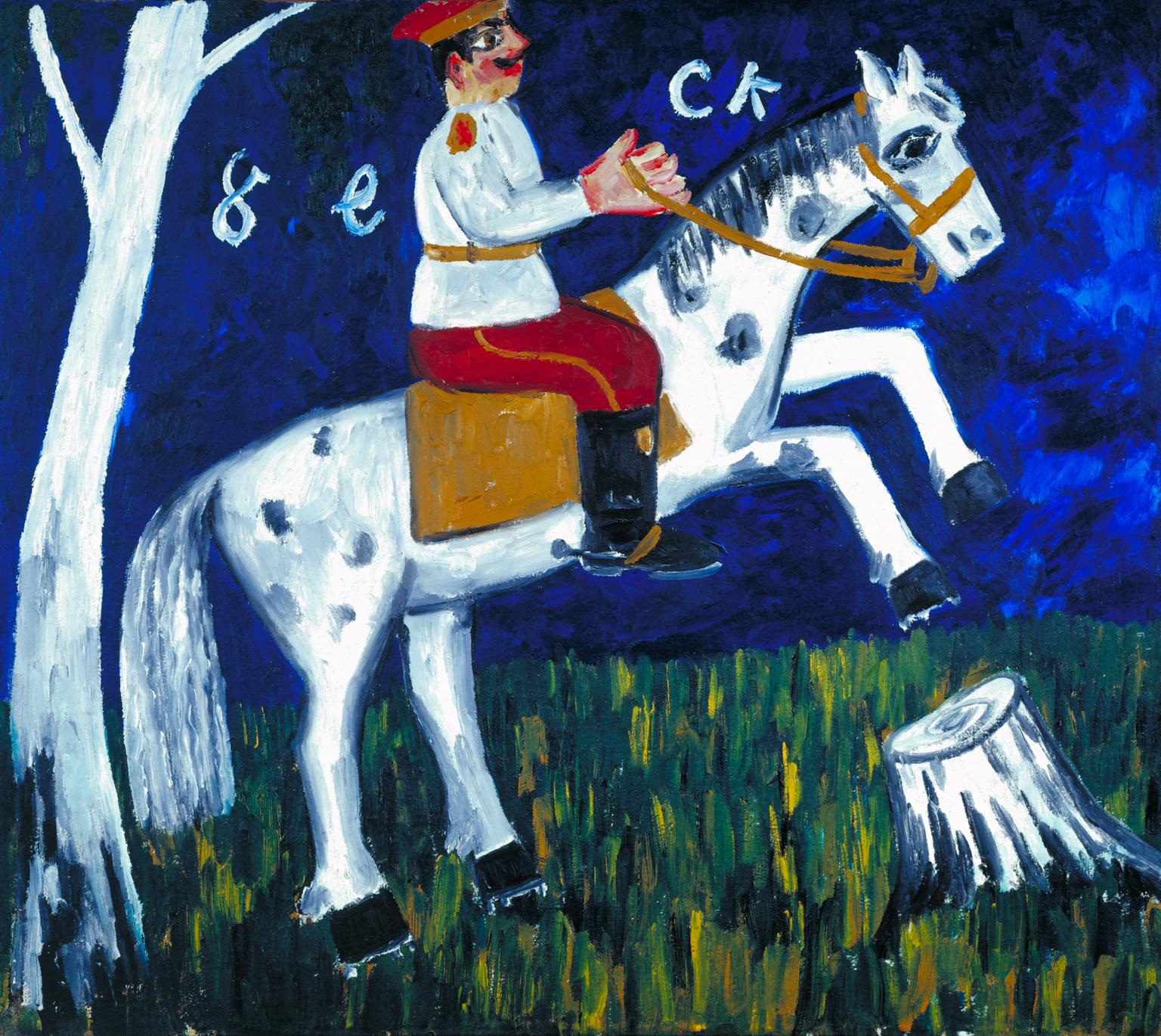
Soldado a caballo, pintura neoprimitivista de Mijail Larionov.

El neoprimitivismo fue un movimiento artístico surgido en Rusia lanzado en 1913 por un ensayo de 31 páginas, escrito en 1912, el Manifiesto del Neoprimitivismo, de Alejandro Shevchenko, pintor y teórico vanguardista.  

## Manifiesto
En el manifiesto, cuyo título completo es Neo-primitivismo: su teoría, sus potencialidades, sus logros, Shevtchenko propone un nuevo estilo de pintura moderna de vanguardia que fusiona elementos del arte de Cézanne, el cubismo y el futurismo con las convenciones y motivos del 'arte popular' tradicional ruso como síntesis nacional, en particular con sus iconos y el 'lubok', una especie ancestral de cuentos gráficos utilizados con fines decorativos en los interiores y exteriores de las casas, cuyo origen data del siglo XVII.

## El movimiento
El neoprimitivismo reemplazó el arte simbolista del movimiento de la Roza Azul. Como movimiento que nace fue acogido por la tendencia de su predecesor a mirar hacia atrás para pasar su cénit creativo. Como conceptualización del neo-primitivismo se le describe como un primitivismo antiprimitivista, ya que cuestiona el universalismo eurocéntrico del primitivista. Esta visión presenta al neoprimitivismo como una versión contemporánea que repudia los discursos primitivistas previos.
Algunas características del arte neoprimitivista incluyen el uso de colores llamativos, diseños originales y expresividad. Es visible en el fauvismo, en el expresionismo alemán y sobre todo en las obras de Paul Gauguin, que presentan tonos vívidos y formas planas en lugar de tener una perspectiva tridimensional. Sin embargo, está considerado, en parte, una reacción contra la influencia a nivel nacional de la pintura francesa.
Ígor Stravinski, en el campo musical, fue un primitivista-neoprimitivista conocido por sus piezas para niños, que se basaban en el folclore ruso. Varios artistas neoprimitivistas también fueron miembros, anteriormente, del grupo Rosa Azul.

## Artistas neoprimitivos rusos
Los artistas asociados con el neoprimitivismo ruso practicaron el neoprimitivismo en la pintura. Sin embargo, se incluyen también aquellos, que aunque no formasen parte del grupo neoprimitivista, fueron influenciados por él:
- David Burliuk
- Marc Chagall
- Pavel Filonov
- Natalia Goncharova
- Mijail Larionov
- Kasimir Malevich
- Alejandro Shevchenko
- Ígor Stravinski